# Sida : Le Patient zéro
Pour plus de détails, voir Fiche technique et Distribution.
Sida : Le Patient zéro (Killing Patient Zero) est un film documentaire canadien réalisé par Laurie Lynd et sorti en 2019,. Le film est un portrait de Gaëtan Dugas, un steward canadien, l'un des premiers patients diagnostiqué du sida  en Amérique du Nord, mais qui fut diabolisé en tant que « patient zéro » de l'épidémie après que son rôle dans les débuts de la maladie eut été publié dans le livre de Randy Shilts de 1987, And the Band Played On, et accusé à tort d'avoir introduit le virus aux États-Unis.
Le documentaire retrace le parcours de cet homosexuel assumé, qui fut appelé « patient 57 » dans une étude de groupe du CDC, puis « patient O » (pour « Out of California »), ce qui devint « patient zéro » à la suite d'une erreur de lecture. 
S'appuyant sur les témoignages d'anciens collègues et amis, de médecins et de défenseurs des droits LGBT, ainsi que sur des images d'archives, le film réhabilite sa mémoire et celle d'une époque qui vit une régression brutale des droits des gays.
Le film a été présenté le 26 avril 2019 au Festival international du documentaire canadien Hot Docs. Il a été commercialisé le 26 juillet 2019.